# Клубний чемпіонат світу з волейболу серед жінок 2021
Жіночий клубний чемпіонат світу FIVB 2021 року став 14-м турніром. Уперше він пройшов в Анкарі (Туреччина) з 15 по 19 грудня. У турнірі змагалися шість команд. За перемогу з рахунками 3:0 і 3:1 нараховували по три очки, а за 3:2 — два. Команда, яка поступалася в п'яти сетах, здобувала одне очко. Переможцем став місцевий «Вакифбанк», в активі якого вже були три перемоги в цьому турнірі (2013, 2017, 2018).

## Учасники
| Команда                                   | Досягнення                                              |
| ----------------------------------------- | ------------------------------------------------------- |
| «Вакифбанк» (Стамбул)                     | Фіналіст Ліги європейських чемпіонів 2020/2021          |
| «Алтай» (Усть-Каменогорськ)               | Переможець клубного чемпіонату Азії 2021 року           |
| «Імоко Воллей» (Конельяно)                | Переможець Ліги європейських чемпіонів 2020/2021        |
| «Дентіл Прайя» (Уберландія, Мінас-Жерайс) | Клубний чемпіон Південної Америки 2021 року             |
| «Ітамбе Мінас» (Белу-Оризонті)            | Вайлд-кард. Клубний чемпіон Південної Америки 2020 року |
| «Фенербахче» (Стамбул)                    | Вайлд-кард                                              |

## Група А
Підсумкова таблиця:
| Місце | Команда                     | Матчів | Матчів | Очки | Сетів | Сетів | Сетів   | Бали | Бали | Бали    |
| Місце | Команда                     | В      | П      | Очки | В     | П     | Різниця | В    | П    | Різниця |
| ----- | --------------------------- | ------ | ------ | ---- | ----- | ----- | ------- | ---- | ---- | ------- |
| 1     | «Імоко Воллей» (Конельяно)  | 2      | 0      | 6    | 6     | 0     | MAX     | 150  | 109  | 1.376   |
| 2     | «Фенербахче» (Стамбул)      | 1      | 1      | 3    | 3     | 4     | 0.750   | 155  | 162  | 0.957   |
| 3     | «Дентіл Прайя» (Уберландія) | 0      | 2      | 0    | 1     | 6     | 0.167   | 138  | 172  | 0.802   |

Результати матчів:
| Дата      | Час   |                             | Рахунок |                             | Сет 1 | Сет 2 | Сет 3 | Сет 4 | Сет 5 | Всього | Звіт  |
| --------- | ----- | --------------------------- | ------- | --------------------------- | ----- | ----- | ----- | ----- | ----- | ------ | ----- |
| 15 грудня | 18:30 | «Імоко Воллей» (Конельяно)  | 3–0     | «Фенербахче» (Стамбул)      | 25–12 | 25–23 | 25–23 |       |       | 75–58  | [ 2 ] |
| 16 грудня | 18:30 | «Дентіл Прайя» (Уберландія) | 1–3     | «Фенербахче» (Стамбул)      | 25–22 | 23–25 | 18–25 | 21–25 |       | 87–97  | [ 3 ] |
| 17 грудня | 15:00 | «Імоко Воллей» (Конельяно)  | 3–0     | «Дентіл Прайя» (Уберландія) | 25–17 | 25–16 | 25–18 |       |       | 75–51  | [ 4 ] |

## Група Б
Підсумкова таблиця:
| Місце | Команда                        | Матчів | Матчів | Очки | Сетів | Сетів | Сетів   | Бали | Бали | Бали    |
| Місце | Команда                        | В      | П      | Очки | В     | П     | Різниця | В    | П    | Різниця |
| ----- | ------------------------------ | ------ | ------ | ---- | ----- | ----- | ------- | ---- | ---- | ------- |
| 1     | «Вакифбанк» (Стамбул)          | 2      | 0      | 6    | 6     | 0     | MAX     | 150  | 93   | 1.613   |
| 2     | «Ітамбе Мінас» (Белу-Оризонті) | 1      | 1      | 3    | 3     | 3     | 1.000   | 128  | 135  | 0.948   |
| 3     | «Алтай» (Усть-Каменогорськ)    | 0      | 2      | 0    | 0     | 6     | 0.000   | 100  | 150  | 0.667   |

Результати матчів:
| Дата      | Час   |                                | Рахунок |                             | Сет 1 | Сет 2 | Сет 3 | Сет 4 | Сет 5 | Всього | Звіт  |
| --------- | ----- | ------------------------------ | ------- | --------------------------- | ----- | ----- | ----- | ----- | ----- | ------ | ----- |
| 15 грудня | 15:00 | «Ітамбе Мінас» (Белу-Оризонті) | 3–0     | «Алтай» (Усть-Каменогорськ) | 25–20 | 25–22 | 25–18 |       |       | 75–60  | [ 5 ] |
| 16 грудня | 15:00 | «Вакифбанк» (Стамбул)          | 3–0     | «Алтай» (Усть-Каменогорськ) | 25–13 | 25–10 | 25–17 |       |       | 75–40  | [ 6 ] |
| 17 грудня | 18:30 | «Ітамбе Мінас» (Белу-Оризонті) | 0–3     | «Вакифбанк» (Стамбул)       | 18–25 | 17–25 | 18–25 |       |       | 53–75  | [ 6 ] |

У складі казахстанського «Алтаю» виступала капітан збірної України Надія Кодола (2 матчі, 16 очок).

## Плейоф
|  | Півфінал                       | Півфінал              |   |                                | Фінал                      | Фінал |  |
|  |                                |                       |   |                                |                            |       |  |
|  | 18 грудня                      |                       |   |                                |                            |       |  |
|  | «Імоко Волей» (Конельяно)      | 3                     |   |                                |                            |       |  |
|  | «Ітамбе Мінас» (Белу-Оризонті) | 1                     |   |                                |                            |       |  |
|  |                                |                       |   |                                |                            |       |  |
|  |                                |                       |   |                                | 19 December                |       |  |
|  |                                |                       |   |                                | «Імоко Воллей» (Конельяно) | 2     |  |
|  |                                | «Вакифбанк» (Стамбул) | 3 |                                |                            |       |  |
|  |                                |                       |   |                                |                            |       |  |
|  |                                |                       |   |                                |                            |       |  |
|  |                                |                       |   |                                | Матч за 3-тє місце         |       |  |
|  | 18 December                    | 18 December           |   | 19 грудня                      | 19 грудня                  |       |  |
|  | «Вакифбанк» (Стамбул)          | 3                     |   | «Ітамбе Мінас» (Белу-Оризонті) | 0                          |       |  |
|  | «Фенербахче» (Стамбул)         | 0                     |   |                                | «Фенербахче» (Стамбул)     | 3     |  |

### Півфінал
| Дата      | Час   |                           | Рахунок |                                | Сет 1 | Сет 2 | Сет 3 | Сет 4 | Сет 5 | Всього | Звіт  |
| --------- | ----- | ------------------------- | ------- | ------------------------------ | ----- | ----- | ----- | ----- | ----- | ------ | ----- |
| 18 грудня | 15:00 | «Імоко Волей» (Конельяно) | 3–1     | «Ітамбе Мінас» (Белу-Оризонті) | 23–25 | 26–24 | 25–15 | 25–19 |       | 99–83  | [ 7 ] |
| 18 грудня | 18:30 | «Вакифбанк» (Стамбул)     | 3–0     | «Фенербахче» (Стамбул)         | 25–19 | 29–27 | 25–23 |       |       | 79–69  | [ 8 ] |

### За 3-тє місце
| Дата      | Час   |                                | Рахунок |                        | Сет 1 | Сет 2 | Сет 3 | Сет 4 | Сет 5 | Всього | Звіт  |
| --------- | ----- | ------------------------------ | ------- | ---------------------- | ----- | ----- | ----- | ----- | ----- | ------ | ----- |
| 19 грудня | 15:00 | «Ітамбе Мінас» (Белу-Оризонті) | 0–3     | «Фенербахче» (Стамбул) | 18–25 | 7–25  | 26–28 |       |       | 51–78  | [ 9 ] |

### Фінал
| Дата      | Час   |                            | Рахунок |                       | Сет 1 | Сет 2 | Сет 3 | Сет 4 | Сет 5 | Всього | Звіт   |
| --------- | ----- | -------------------------- | ------- | --------------------- | ----- | ----- | ----- | ----- | ----- | ------ | ------ |
| 19 грудня | 18:30 | «Імоко Воллей» (Конельяно) | 2–3     | «Вакифбанк» (Стамбул) | 15–25 | 25–22 | 22–25 | 25–22 | 7–15  | 94–109 | [ 10 ] |

| 1                  | Лара Каравелло     | (л) |
| 2                  | Кетрін Пламмер     | 10  |
| 3                  | Меган Кортні       | 4   |
| 5                  | Робін де Крюйф     | 6   |
| 7                  | Рафаела Фольє      | 2   |
| 10                 | Моніка Де Дженнаро | (л) |
| 11                 | Христина Вучкова   | 6   |
| 12                 | Джорджія Фросіні   |     |
| 13                 | Джулія Дженнарі    |     |
| 14                 | Йоанна Волош       | 1   |
| 17                 | Міріам Сілла       | 7   |
| 18                 | Паола Егону        | 35  |
| Резерв:            |                    |     |
| 4                  | Божана Бутіган (л) |     |
| 9                  | Ловет Оморуї       |     |
| Головний тренер:   |                    |     |
| Даніеле Сантареллі |                    |     |

| 1                 | Букет Гюлюбай        | 1   |
| 3                 | Джансу Озбай         | 3   |
| 5                 | Айча Айкач           | (л) |
| 6                 | Кюбра Акман          |     |
| 7                 | Чіака Огбогу         | 15  |
| 10                | Габрієла Гімарайнш   | 12  |
| 11                | Ізабель Гок          | 28  |
| 13                | Мер'єм Боз           |     |
| 14                | Мішель Барч-Гаклі    | 8   |
| 18                | Зехра Гюнеш          | 10  |
| Резерв:           |                      |     |
| 4                 | Тугба Шеноглу        |     |
| 8                 | Айше-Меліс Гюркайнак |     |
| 16                | Айлін Сариоглу       | (л) |
| 17                | Дерья Джебеджиоглу   |     |
| Головний тренер:  |                      |     |
| Джованні Гвідетті |                      |     |

## Підсумки турніру
| Місце | Клуб                           |
| ----- | ------------------------------ |
| 1     | «Вакифбанк» (Стамбул)          |
| 2     | «Імоко Воллей» (Конельяно)     |
| 3     | «Фенербахче» (Стамбул)         |
| 4     | «Ітамбе Мінас» (Белу-Оризонті) |
| 5     | «Дентіл Прайя» (Уберландія)    |
| 6     | «Алтай» (Усть-Каменогорськ)    |

| Клубний чемпіон світу 2021      |
| ------------------------------- |
| «Вакифбанк» (Стамбул) 4-й титул |

## Індивідуальні нагороди
| - Найкраща гравчиня турніру Ізабель Гок («Вакифбанк») - Краща діагональна Ізабель Гок («Вакифбанк») - Кращі догравальниці Габрієла Гімарайнш («Вакифбанк») Аріна Федоровцева («Фенербахче») | - Кращі центральні блокуючі Зехра Гюнеш («Вакифбанк») Робін де Крюйф («Імоко Воллей») - Краща зв'язуюча Йоанна Волош («Імоко Воллей») - Краща ліберо Моніка Де Дженнаро («Імоко Воллей») |

## Бомбардири
| № | Спортсменка       | Команда        | Ігри | Сети | Очки | Ср. |
| - | ----------------- | -------------- | ---- | ---- | ---- | --- |
| 1 | Паола Егону       | «Імоко Воллей» | 4    | 15   | 107  |     |
| 2 | Аріна Федоровцева | «Фенербахче»   | 4    | 13   | 89   |     |
| 3 | Ізабель Гок       | «Вакифбанк»    | 4    | 14   | 78   |     |
| 4 | Анна Лазарєва     | «Фенербахче»   | 4    | 13   | 72   |     |